# Libel (district de Rychnov nad Kněžnou)
Pour les articles homonymes, voir Libel.
Libel (en allemand : Libel) est une commune du district de Rychnov nad Kněžnou, dans la région de Hradec Králové, en République tchèque. Sa population s'élevait à 166 habitants en 2022.

## Géographie
Libel se trouve à 4 km au nord de Kostelec nad Orlicí, à 6 km à l'ouest-sud-ouest de Rychnov nad Kněžnou, à 28 km à l'est-sud-est de Hradec Králové et à 127 km à l'est-nord-est de Prague.
La commune est limitée par Třebešov au nord, par Rychnov nad Kněžnou au nord-est, par Synkov-Slemeno à l'est et au sud, par Častolovice au sud-ouest et par Hřibiny-Ledská à l'ouest.

## Histoire
La première mention écrite de la localité date de 1414.

## Galerie

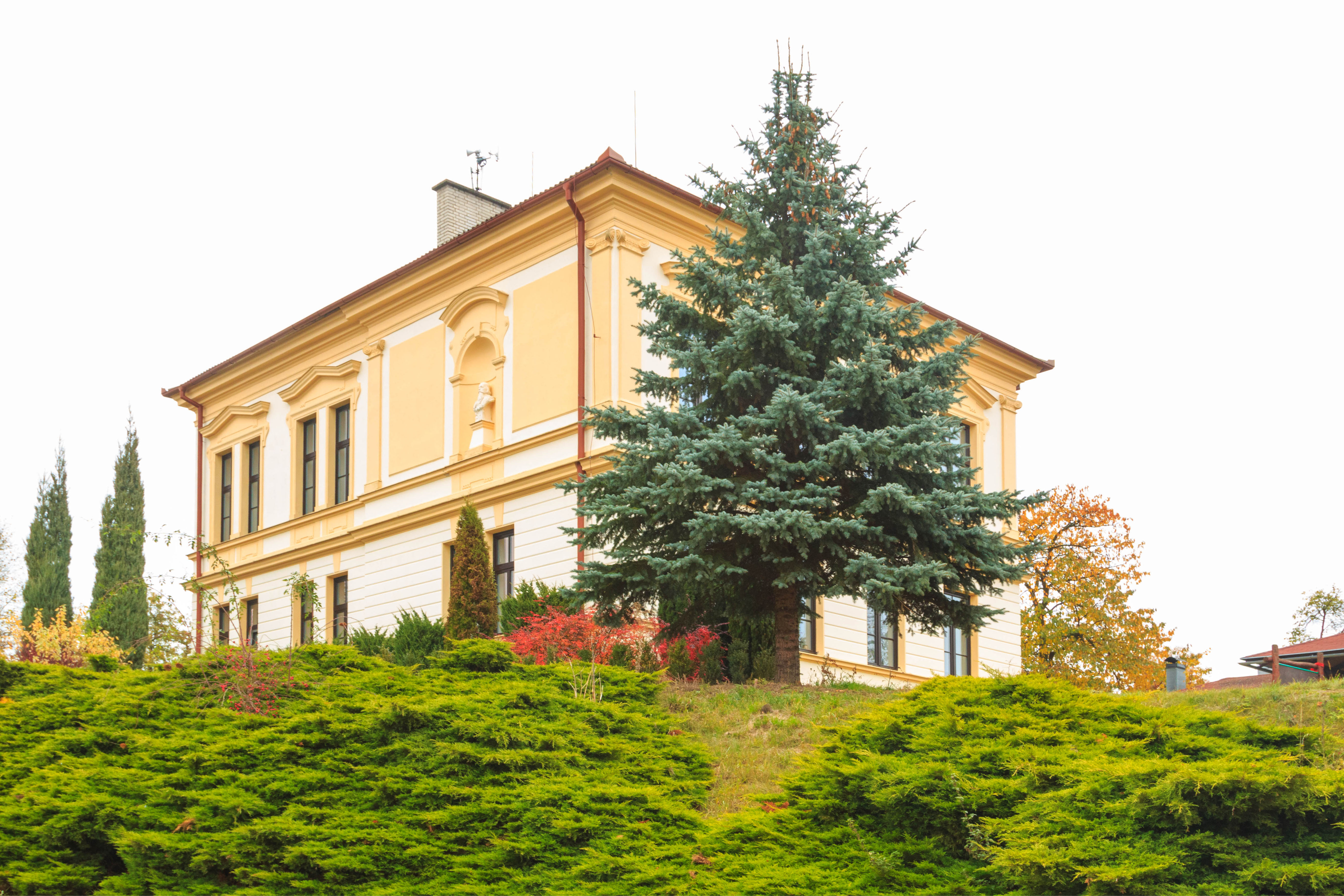
Libel : la mairie.
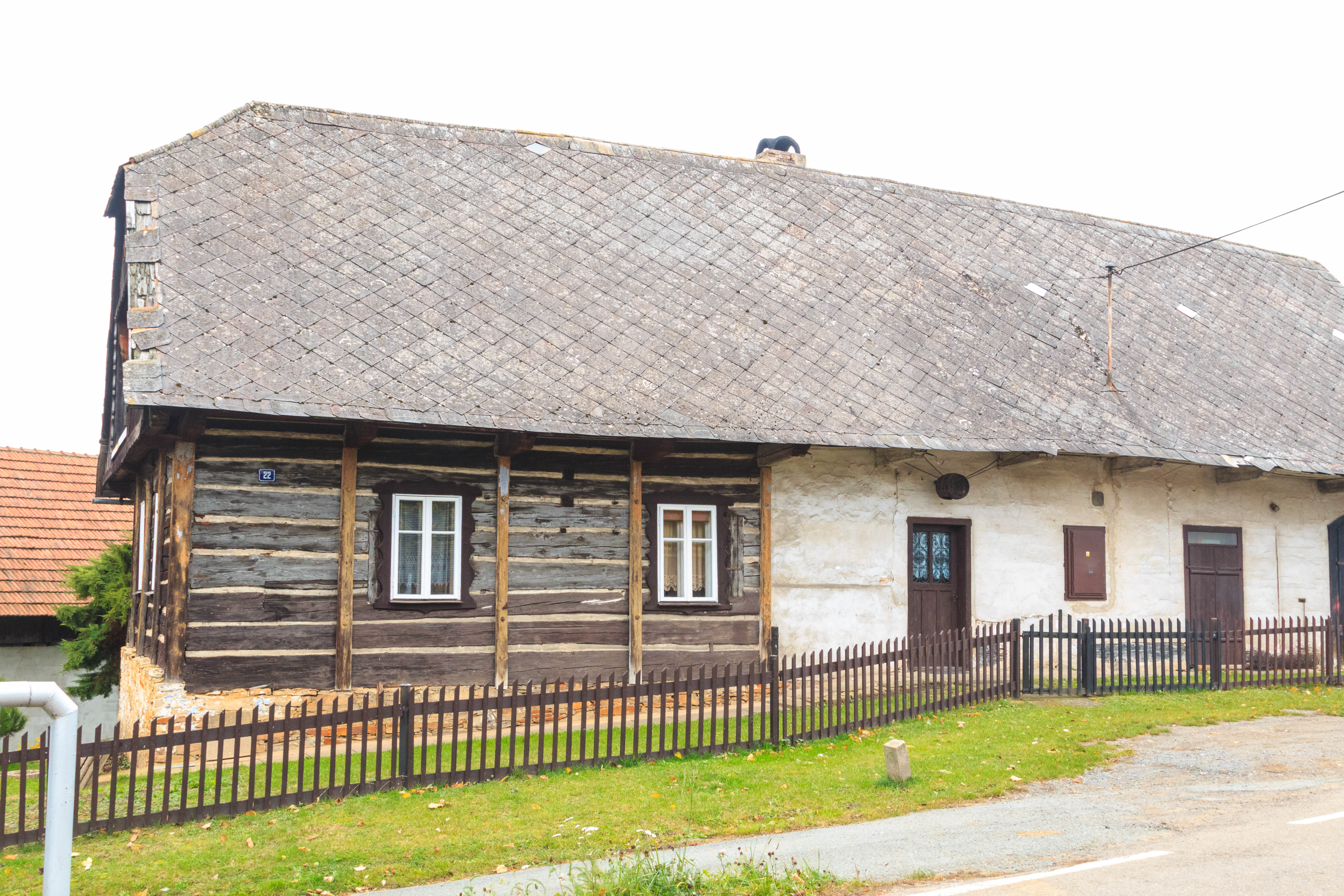
Maison à Libel.

## Transports
Par la route, Lhoty u Potštejna se trouve à 5,4 km de Kostelec nad Orlicí, à 6,6 km de Rychnov nad Kněžnou, à 33 km de Hradec Králové et à 151 km de Prague.